# 大药雀麦
大药雀麦（学名：Bromus porphyranthos）为禾本科雀麦属下的一个种。

## 扩展阅读
- 維基物種上的相關：大药雀麦